# Milly Scott
Pour les articles homonymes, voir Scott.
Milly Scott est une chanteuse et une actrice néerlandaise originaire du Suriname. Elle est née au Helder, le 29 décembre 1933.

## Biographie
Elle a été choisie pour représenter les Pays-Bas au Concours Eurovision de la chanson 1966, avec la chanson Fernando en Filippo. Elle se classe 15ème sur 18 participants.
Milly Scott est également actrice : on la retrouve notamment au théâtre et dans diverses séries de télévision.